# 関寛斎

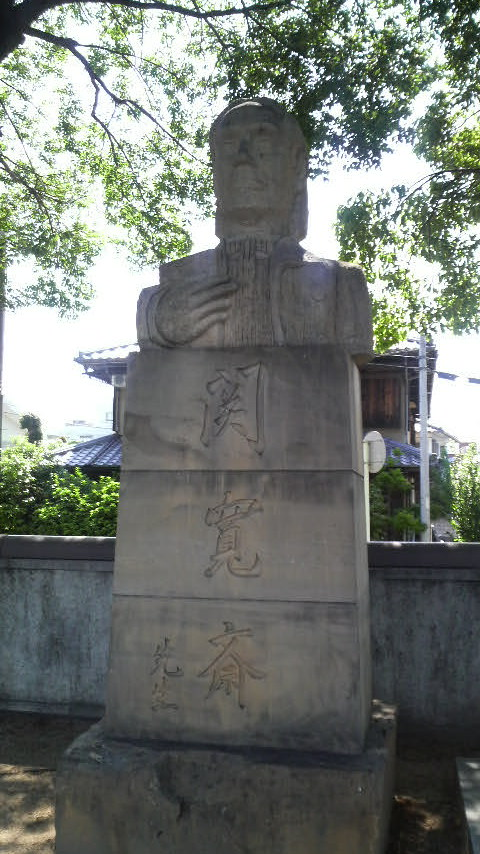
徳島市の中徳島河畔緑地にある石碑

関 寛斎（せき かんさい、文政13年2月18日（1830年3月12日） - 大正元年（1912年）10月15日）は、幕末から明治時代の蘭方医。

## 生涯
文政13年（1830年）2月18日、上総国東中（現在の千葉県東金市）で農家の子として生まれる。幼名は豊太郎。
養父の儒家関俊輔に薫陶され、長じて佐倉順天堂に入り、佐藤泰然に蘭方医学を学び、26歳の時に銚子で開業。豪商濱口梧陵の支援で長崎に遊学し、オランダ人医師ヨハネス・ポンペ・ファン・メーデルフォールトに最新の医学を学び、銚子を去って阿波国徳島藩蜂須賀家の典医となる。
慶応4年（1868年）1月6日、藩主蜂須賀斉裕の死を看取る。
戊辰戦争（慶応4年/明治元年 - 明治2年（1868年 - 1869年））には官軍の奥羽出張病院長として、敵味方の別なく治療に当る。生まれは農家だが、明治維新後は士族とされた。　
信ずるところあって徳島に帰り一町医者として働き、貧しい人々には無料で診療し、種痘の普及に尽力し、「関大明神」と慕われる。
≤明治35年（1902年）、72歳にして一念発起し、徳島を離れ北海道に渡る。原野だった陸別の開拓事業に全財産を投入し、広大な関牧場を拓く。のちにこの土地を開放し、自作農創設を志すが果たせず、大正元年（1912年）10月15日、82歳にして服毒により自らの命を絶つ。

## 事績

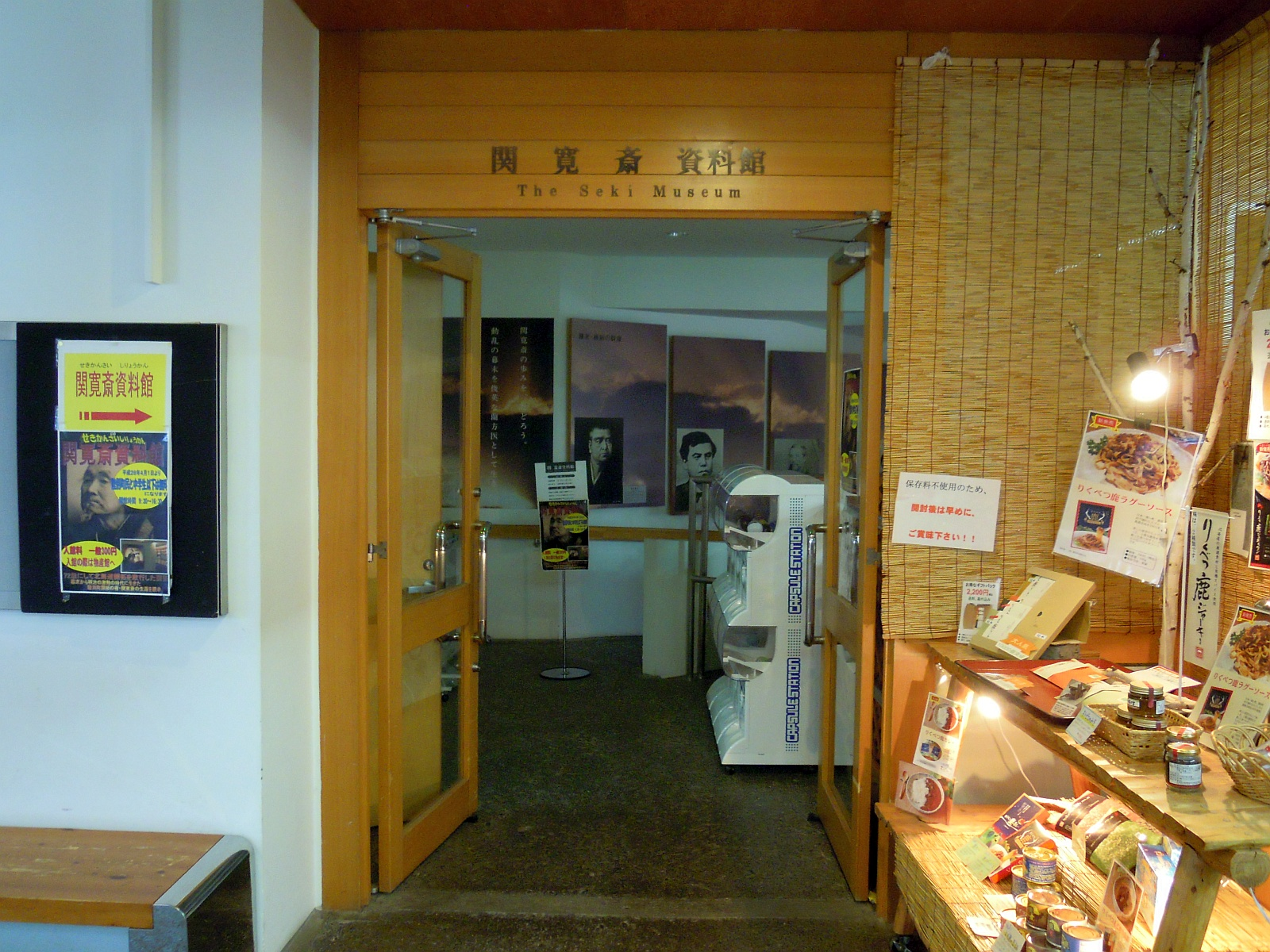
陸別町の道の駅オーロラタウン93りくべつ内にある関寛斎資料館

佐藤泰然のもとで寛斎が記録した『順天堂外科実験』、ポンペに学んだ『朋百氏治療記事』『七新薬』は、当時の医学に係る第一級の資料とされる。順天堂での先駆的な種痘奉仕、梧陵が主導した銚子のコレラ防疫の成功などの体験は、若き寛斎にとって、養父から受けた儒学の素養、「人を拯い世を済す医に若くは莫し」との泰然の訓え、梧陵の「人たるの道」への導き、ポンペのヒューマニズム医療教育と相俟って、生涯の生き方の指針となったと思われる。維新に際し、官賊の別なき施療行為は赤十字精神の先駆とされ、その業績は西郷隆盛からも高く評価された。しかし、望めば「軍医総監男爵は造作もない」（徳富蘆花）立場を故あって捨て、その後30余年にわたり、徳島にあって庶民への医療と社会奉仕に力を尽くした。
彼の医学思想と実践は、その著『養生心得草』にも見られるように、養生（健康管理と予防）、運動（積極的鍛練）、医療（適切な科学的対処）の総合性を重視した、現代保健思想にも通ずるものといえる。彼の「世を済す」社会貢献は、医療を超えて維新後の旧武士たちへの救済、各戦役時の傷病兵慰問など多岐にわたった。その極は晩年、全資産を投じて理想の「農牧村落を興す」、北海道開拓事業への転身であった。やがて目指す自作農創設のため、彼は徳富蘆花を通してトルストイ主義に近づき、「平等均一の風」実現の農地解放へと向かう。しかし家族との対立などによりそれを果たせず、死を選んで波乱の生涯を閉じた。
寛斎を陸別の地まで訪ねた蘆花は、その著『みみずのたはこと』（岩波文庫版）に関寛斎の一章を設け、その人柄を偲んだ。

### 没後の顕彰
彼が拓いた陸別町では、関神社を祀るなど町の開祖として敬慕されている。陸別には銅像が、東金には胸像が建てられたが、徳島では長く忘れられており、司馬遼太郎は1988年（昭和63年）の徳島訪問を描いた『街道をゆく 阿波紀行』で、関寛斎を「阿波第一等の人」と詳しく紹介しつつ、徳島での忘却ぶりを嘆いた。彼の医院兼屋敷跡などを敷地とする徳島県立城東高等学校の社会科教諭がこれを読んで発奮し、高校創立90周年事業として記念碑の建立を呼び掛けて『慈愛 進取の碑』が1991年（平成3年）に完成し、1996年（平成8年）には城東高校の東を流れる川岸の遊歩道に胸像も建てられた。
司馬はこのほか小説『胡蝶の夢』で、寛斎を「高貴な単純さは神に近い」と評している。また下記のように、寛斎の伝記や彼を主人公とした小説が多数刊行されている。

## 子孫
- 梅村聡 - 寛斎は梅村の母方の5代前の祖先にあたる[5]。

## 関寛斎に係る主な著作・評伝など
- 徳富蘆花『みみずのたはこと』岩波文庫
- 司馬遼太郎『胡蝶の夢』新潮社、新潮文庫ほか
- 司馬遼太郎『街道をゆく15 北海道の諸道』朝日文庫ほか
- 城山三郎『人生余熱あり』光文社文庫
- 鈴木勝『関寛斎の人間像』千葉日報社出版局 1979年
- 川崎巳三郎『関寛斎 蘭方医から開拓の父へ』新日本新書 1980年
- 戸石四郎『関寛斎 最後の蘭医』三省堂選書 1982年
- 米村晃多郎『野のひと 関寛斎 北の肖像』春秋社 1984年
- 『関寛斎』陸別町教育委員会 1994年
- 鈴木要吾編『関寛齋 伝記・関寛齋』大空社・伝記叢書 1998年（1936年出版を復刊）
- モリテル『彩雲 関寛斎と海部花』創栄出版 2005年
- 乾浩『斗満の河 関寛斎』新人物往来社 2008年
- 梅村聡・長尾和宏『蘭学医・関寛斎 平成に学ぶ医の魂』エピック 2011年
- 高田郁『あい 永遠に在り』（角川春樹事務所 2013年） ※妻のあいを主人公とした関夫婦の物語[6]
- 合田一道『評伝 関寛斎』藤原書店 2020年
- 柳原三佳『コレラを防いだ男　関寛斎』講談社　2022年